# Viverra megaspila
La civetta dalle grandi macchie (Viverra megaspila  Blyth, 1862) è un carnivoro della famiglia dei Viverridi diffusa in Cina e Indocina.

## Descrizione

### Dimensioni
Carnivoro di grandi dimensioni, con la lunghezza della testa e del corpo tra 770 e 900 mm, la lunghezza della coda tra 320 e 400 mm, la lunghezza del piede tra 70 e 80 mm, la lunghezza delle orecchie tra 40 e 50 mm e un peso fino a 9 kg.

### Aspetto
Il colore di fondo del corpo è bruno-grigiastro. Sui lati e nella parte inferiore del collo sono presenti 2 bande nerastre intervallate da altrettante bande bianche che partono dalla parte posteriore delle orecchie e prima delle spalle scendono giù verticalmente verso il basso. Una cresta erettile di lunghi peli nerastri si estende lungo la spina dorsale dalla nuca alla base della coda. Sui fianchi sono presenti delle grandi macchie scure più chiare al centro disposte in file, particolarmente nel quarto posteriore. La parte inferiore degli arti è nera. La pianta dei piedi è completamente priva di peli. Gli artigli del terzo e quarto dito della mano sono privi della guaina cutanea protettiva. La coda è lunga poco meno della metà della testa e del corpo, ha 4 larghi anelli neri intervallati da anelli bianchi e l'estremità nera.

## Biologia

### Comportamento
È una specie notturna e terricola, sebbene si arrampichi con facilità sugli alberi.

## Distribuzione e habitat
Questa specie è diffusa nelle province cinesi dello Yunnan meridionale e del Guanxi sud-occidentale; Myanmar, Thailandia, Laos, Vietnam, Cambogia, Penisola malese ed isola di Penang.
Vive nelle foreste sempreverdi e decidue, foreste secche di dipterocarpi fino a 300 metri di altitudine.

## Conservazione
La IUCN Red List, considerato che la popolazione è diminuita di oltre il 50% negli ultimi 15 anni a causa della distruzione del proprio habitat, classifica V.megaspila come specie in pericolo (EN).